# Voice Farm
Voice Farm est à la fois un groupe musical New wave et synthpop et un collectif vidéo basé à San Francisco.

## Biographie

### Formation et débuts
La chanteuse Charly Brown et le concepteur sonore Myke Reilly forment le noyau du groupe, qui s'est rencontré en 1980. En 1981, une chanson de Voice Farm ("Sleep") apparaît sur la compilation Let Them Eat Jellybeans. Le style musical de Voice Farm a évolué depuis l'influence du son synth-pop, du début des années 1980.

### Années 90
En 1991, ils ont sorti un single à succès, "Free Love". Le groupe ralentit ses activités en 1995. La fascination pour la culture populaire et les médias continue d'alimenter les projets créatifs de Voice Farm, y compris les vidéos qu'ils présentent sur leur site web.

### Retour
Le groupe revient en 2008. Le guitariste Ken Weller et la choriste Marilynn Fowler figurent sur le dernier album du groupe, intitulé Super Nova Experts (2009).

## Discographie

### Albums studios
- The World We Live In (1982)[7]
- Voice Farm (1987)[7]
- Bigger Cooler Weirder (1991)[7]
- The Love Experiment (1995)
- Super Nova Experts (2009)

### Singles
- "Sleep" B/W "Modern Things" (1981)
- "Double Garage" B/W "Elevate" (1981)
- Free Love (1991)[7]